# Куарте-де-Уерва
Куарте-де-Уерва (ісп. Cuarte de Huerva) — муніципалітет в Іспанії, у складі автономної спільноти Арагон, у провінції Сарагоса. Населення — 8658 осіб (2010).
Муніципалітет розташований на відстані близько 270 км на північний схід від Мадрида, 7 км на південь від Сарагоси.
На території муніципалітету розташовані такі населені пункти: (дані про населення за 2010 рік)
- Куарте-де-Уерва: 8208 осіб
- Парадор-дель-Сікліста: 44 особи
- Урбанісасьйон-Амелія: 295 осіб
- Урбанісасьйон-Санта-Фе: 111 осіб

## Демографія
Динаміка населення (INE ):